# Непобедимый (телефильм, 2001)
«Непобедимый» (англ. Invincible — Невидимый) — телефильм. Премьера состоялась 18 ноября 2001 года.

## Аннотация
С незапамятных времён существуют тёмные ангелы, терзающие человечество. Имеется цена, которую они платят за господство над миром: вечное заключение на Земле. Их главное желание — побег, но для этого они должны уничтожить наш мир. Единственные, кто смогут противостоять им — четверо избранных воинов во главе с Озом, тёмным ангелом, вставшим на праведный путь.

## В ролях
- Билли Зейн — Ос
- Байрон Манн — Майкл Фу
- Стэйси Оверсьер — Серена Блу
- Тори Киттлз — Рэй Джексон
- Доминик Пёрселл — Кит Грэйди
- Дэвид Филд — Слейт
- Симон Маколлэй — миссис Харрисон
- Брен Фостер — человек-тень 2